# 6659 Pietsch
A 6659 Pietsch (ideiglenes jelöléssel 1992 YN) a Naprendszer kisbolygóövében található aszteroida. Urata Takesi fedezte fel 1992. december 24-én.